# Goriuixi
Goriuixi (en rus: Горюши) és un poble de l'óblast de Saràtov, a Rússia, segons el cens del 2013 tenia 200 habitants. Pertany al districte municipal de Khvalinsk.